# Хмелёвка (приток Белой Холуницы)

Хмелёвка — река в России, протекает в Омутнинском районе и Фалёнском районах Кировской области. Устье реки находится в 148 км по правому берегу реки Белая Холуница. Длина реки составляет 17 км.
Река начинается в лесах в 3 км к юго-востоку от посёлка Васильевский (Омутнинское городское поселение). Верховья реки находятся в Омутнинском районе, прочее течение — в Фалёнском. Река течёт на запад по ненаселённой местности. Приток — Поломка (правый). Впадает в Белую Холуницу в 30 км к северу от посёлка Фалёнки.

## Данные водного реестра
По данным государственного водного реестра России относится к Камскому бассейновому округу, водохозяйственный участок реки — Вятка от истока до города Киров, без реки Чепца, речной подбассейн реки — Вятка. Речной бассейн реки — Кама.
По данным геоинформационной системы водохозяйственного районирования территории РФ, подготовленной Федеральным агентством водных ресурсов:
- Код водного объекта в государственном водном реестре — 10010300212111100032034
- Код по гидрологической изученности (ГИ) — 111103203
- Код бассейна — 10.01.03.002
- Номер тома по ГИ — 11
- Выпуск по ГИ — 1